# Miastenija gravis
Miastenija gravis je autoimuna bolest koja se manifestuje zamaranjem i slabošću skeletnih mišića. Uzrok joj je poremećaj prenosa podražaja sa živca na mišić u području neuromišićne veze.
Neuromišićne bolesti čini velika grupa oboljenja živaca i mišića. Miastenija gravis je bolest kod koje nema promena na živcima i mišićima, ali postoji poremećaj u prenosu podražaja sa živca na mišić, što uzrokuje pojavu mišićne slabosti. Ona je ujedno jedno od najprepoznatljivijih i najkarakterističnijih neuroloških oboljenja.
Naziv joj potiče od latinske reči „myasthenia“, kojom se označava slabost mišića, i reči „gravis“, što znači ozbiljna, teška. Prvi opis bolesnika s miastenijom u svom je izveštaju dao 1672. godine Thomas Willis (1621—1675.), engleski lekar poznat po svojim studijama živčanog sistema.

## Etiologija
Tokom sledećih godina bilo je više opisa bolesnika sa slabošću mišića, no i dalje se nije znalo što uzrokuje bolest, sve dok škotski neurolog Džon Simpson nije 1960. godine pretpostavio da bolest uzrokuju antitijela za acetilholinske receptore. Jon Lindstrom, američki profesor neuronauke i farmakologije, dokazao je 1973. godine, na bazi eksperimenata na životinjama, da je miastenija autoimunska bolest, odnosno da je posledica stvaranja antitela za acetilholinske receptore vlastitog organizma (autoantitijela). Mary Walker (1888—1974.), londonska lekarka, bila je prva koja je 1934. godine primenila inhibitore acetilholinesteraze (lekove koji se i danas koriste) u lečenju obolelih od miastenije gravis.
Miastenija gravis je stečena bolest, premda postoje i ređi nasljedni oblici bolesti. Sama bolest je retka, ako je uporedimo s nekim drugim neurološkim oboljenjima, kao što su npr. cerebrovaskualrne bolesti, epilepsije, migrena. Pretpostavlja se da simptomi vrlo često ostaju neprepoznati. Podaci iz različitih studija pokazuju da npr. u SAD ima od 36 000 do 60 000 obolelih (godišnje novih slučajeva 14-20 na 100 000 stanovnika), u Australiji 12 obolelih na 100 000 stanovnika (3 nova slučaja na 100 000 stanovnika).
U Europi je u posljednjih dvadesetak godina sprovedeno 13 epidemioloških studija koje su pokazale da se broj obolelih kreće od 7 bolesnika na 100 000 stanovnika u Grčkoj do 15 bolesnika na 100 000 stanovnika u Velikoj Britaniji. Miastenija se javlja u oba pola, ali češće u žena, i to u dobu od 20 do 40 godina života, dakle u reproduktivnom dobu, i u dobu pune radne aktivnosti. Kod muškaraca se češće javlja nakon 50. godine života. Ranijih godina miastenija se 2-3 puta češće javljala kod žena, no sa starenjem populacije odnos između žena i muškaraca se izjednačio. Premda retka, miastenija nije manje značajna neurološka bolest jer je lečenje te bolesti vrlo efikasno i bolesnici, pridržavajući se saveta lekara, mogu normalno obavljati svakodnevne aktivnosti.
Kako joj sam naziv govori, neuromišićna veza je spoj između živca i mišića. Svako živčano vlakno na svom kraju ima proširenje u kojem se nalaze mehurići, a u mehurićima je neurotransmiter, koji se naziva acetilholin. Kada je živčano vlakno podraženo, acetilkolin se oslobađa iz mehurića i kroz kanaliće (procepe na proširenju živca) ulazi u prostor između živca i mišića i dolazi do površine mišićnog vlakna, na kojoj se nalaze receptori za acetilkolin. Spaja se s receptorima i kada se svi receptori popune, mišićno vlakno se kontrahuje.
Kontrakcijom niza mišićnih vlakana nastaje kontrakcija celog mišića i određeni pokret. Nakon toga acetilkolin napušta receptore, acetilholinesteraza (enzim) ga razgrađuje i metaboliti se ponovno vraćaju u živčano vlakno, a kontrakcija mišića popušta. Kod zdrave osobe taj se proces stalno ponavlja dok se izvršava određeni pokret. Kod osobe obolele od miastenije dolazi do stvaranja antitijela koja su odgovorna za pojavu bolesti, jer sprečavaju vezivanje acetilkolina za receptore, broj receptora se smanjuje (kod nekih oblika miastenije ima čak do 50% manje receptora). Zbog toga prvi podražaji koji putuju živcem oslobađaju acetilholin, koji popuni sve postojeće receptore pa se acetilholin koji se i dalje oslobađa nema za šta vezati, mišićna vlakna se ne mogu kontrahovati i snaga mišića slabi.
Timus je mekani organ koji se nalazi iza grudne kosti. Vidimo ga kod dece, a nakon puberteta se smanjuje i zamenjuje ga masno tkivo. Smatra se da su pojedini delovi tkiva timusa odgovorni za pokretanje imunoloških procesa koji uzrokuju nastanak antitijela. Kod 10% bolesnika s miastenijom nalazimo tumor timusa (timom), a kod 70% uvećan timus (hiperplazija timusa). Kod ostalih tkivo timusa se smanjilo (atrofiralo). Timomi su dobroćudni tumori, dobro ograničeni od okolnog tkiva, i većinom ih nalazimo kod mlađih osoba, ispod 50 godina. Uvećan timus isto tako većinom nalazimo kod mlađih osoba, dok kod osoba iznad 60 godina nalazimo atrofiju timusa. Timom je povezan s težim oblikom bolesti i većom količinom antitijela u krvi.

## Znakovi i simptomi
Treba znati da se klinička slika i simptomi miastenije gravis kod istog bolesnika tokom života mogu menjati. Simptomi se menjaju i tokom dana: kada se probudi, bolesnik nema smetnji, tokom dana simptomi se javljaju, s odmorom prolaze i ponovno se jave. U prvim godinama simptomi mogu spontano nestati pa ih bolesnik često zanemari. Mogu se javiti vrlo blagi izolovani simptomi, u obliku spuštanja kapaka, povremenih dvoslika, smetnji govora ili žvakanja. Bolesnik može primetiti da se teško penje uza stepenice, ili da oseća težinu u rukama dok se brije.
Bolesnik može imati istovremeno niz simptoma: npr. dvoslike, smetnje govora i slabost nogu. Tokom života kod istog bolesnika mogu se javiti, u različitim periodima, posve različiti simptomi mišićne slabosti: oni bolesnici koji su u početku imali smetnje gutanja i žvakanja, nakon određenog vremena mogu imati smetnje u rukama ili nogama, ili smetnje disanja, koje se, srećom, najređe javljaju. Najčešće smetnje su dvoslike i spušten očni kapak, koji je često kod starijih ljudi teško razgraničiti od spuštanja kapaka zbog atrofije mišića oko očiju kao posledice starenja.
Miastenija gravis može se pogoršati uzimanjem određenih lekova (npr. sedativa, antiepileptika, antihistaminika, beta blokatora, timalena), kod traume, povišene telesne temperature. Ne preporučuje se uzimanje preparata koji sadrže magnezijum, a potreban je oprez s lekovima za izmokravanje (diureticima) jer se gubi kalijum koji se mora nadoknađivati. Kod nekih bolesnika može se razviti miastenička kriza: dolazi do otežanog disanja, gutanja i opšte telesne slabosti. Tada je potrebna hitna intervencija i vrlo često je bolesnik kroz određeno vreme zavisan od mehaničke ventilacije.

## Dijagnoza
Kod bolesnika s miastenijom gravis od izuzetnog su značenja podaci koje bolesnik iznosi lekaru. Kada se slabost pojedinih mišića ne vidi u jutarnjim satima (npr. nakon buđenja), kada se slabost pojačava tokom dana ili tokom ponavljanja određenog pokreta i prolazi s odmaranjem, to uvek mora pobuditi sumnju da se radi o miasteniji. Pregledom bolesnika može se ustanoviti koji su mišići slabi, a kliničkim testovima izazivati zamaranje i prolazna slabost pojedinih mišića (npr. opetovano zatvaranje oka, podizanje glave protiv otpora, opetovano dizanje iz čučnja). U daljnjem postupku potrebno je uraditi test aplikacijom edrofonium hlorida intravenski ili neostigmina intramuskularno.
Kod njihove primene potrebno je da bolesnik ima neke od znakova slabosti mišića jer je test pozitivan kada za vreme primene edrofonium hlorida ili pola sata nakon primene neostigmina dođe do povlačenja mišićne slabosti. To se najbolje vidi i najlakše proceni kada bolesnik ima spušten kapak ili dvoslike jer ne podleže subjektivnoj proceni niti lekara, niti bolesnika, a puno je teže kada bolesnik ima npr. simptome zamaranja mišića ruku i nogu. Analiza antitela pokazuje pozitivna antitela na acetilholinske receptore (anti-AChR) ili pozitivna antitela na mišićnu specifičnu kinazu (anti-MuSK). Većina bolesnika ima pozitivna anti-AChR antitela (75%). Postoji manji broj bolesnika koji imaju simptome miastenije, ali imaju negativna i jedna i druga antitela (seronegativni bolesnici).
Elektromiografija je neurološka pretraga kojom dokazujemo postojanje i stupanj oštećenja živaca i/ili mišića. Kod bolesnika s miastenijom perkutano se stimuliraju pojedini živci i registruje se amplituda mišićnog odgovora. Kod bolesnika s blažim oblicima bolesti nalaz može biti negativan. Kompjuterizovanu tomografiju medijastinuma potrebno je uraditi kako bi se videlo da li postoji uvećanje tkiva timusa ili timom, radi planiranja daljnjeg lečenja operativnim putem.

## Lečenje
Lečenju bolesnika s miastenijom gravis potrebno je pristupiti individualno. Cilj lečenja je potpuni nestanak simptoma. Kod blažih oblika bolesti to je moguće postići. Kod težih oblika bolesti oporavak je postupan, potrebne su veće doze i više vrsta lekova, a u početku lečenja česta su pogoršanja. Obično se zadovoljavajući učinak lekova i stabilno stanje bolesnika postižu nekoliko godina nakon početka lečenja. U lečenju se koriste lekovi koji blokiraju razgradnju acetilholina blokirajući enzim koji ga razgrađuje (inhibitori acetilholinesteraze), ali se koriste i lekovi i postupci kojima se stabiliziraju imunološke reakcije (kortikosteroidi, imunoglobulini, plazmafereza), a u težim slučajevima citostatici te operacija timusa (timektomija) kada je ona indicirana.
Koji će način lečenja neurolog primeniti zavisi od simptoma, prisutnih antitela, nalaza CT medijastinuma. Neki slučajevi miastenije bolje reaguju nakon primene inhibitora acetilholinesteraze, drugi na primenu kortikosteroida, treći na kombinovanu terapiju. Imunoglobulini i citostatici primenjuju se u slučajevima kada zakaže „standardna“ terapija i kada se u lečenju koriste visoke doze kortikosteroida, zbog njihovog štetnog delovanja.
Kortikosteroidi mogu izazvati osteoporozu, očnu mrenu, šećernu bolest, povećanje masnoća, gastritis, kada se uzimaju duže vreme u visokim dozama. Plazmafereza se sprovodi u slučajevima kada dolazi do naglog i teškog pogoršanja, kada prete smetnje disanja zbog slabosti međurebarnih mišića i ošita. Timektomija se indicira nakon što se bolesniku stanje u potpunosti ili u što većoj meri popravi i stabilizuje. Najbolji učinak timektomije vidljiv je nakon nekoliko godina jer su tada u većini slučajeva recidivi bolesti ređi, simptomi su blaži i potrebne su manje doze lekova.
Bolesnici se upoznaju s načinom uzimanja lekova tokom dana i toga se moraju pridržavati, sami ne bi seli sniziti ni povisiti dozu leka. Inhibitori acetilholinesteraze uzimaju se u tačno određenim terminima tokom dana, obično svakih 4 do 6 sati, a kortikosteroidi jednokratno ujutro, svaki ili svaki drugi dan. Delovanje inhibitora acetilholinesteraze nastaje tokom nekoliko dana, dok zadovoljavajući učinak kortikosteroida nastaje nakon nekoliko meseci. Kada se lekovima postigne zadovoljavajući oporavak, doza se postupno smanjuje (što ponekad znači i kroz više meseci) do doze kod koje je stanje bolesnika stabilno (idealna bi bila najmanja moguća doza kod koje bolesnik nema znakova slabosti i zamaranja mišića).
Naglo povećanje ili smanjenje doze kortikosteroida može uzrokovati pogoršanje mišićne slabosti, a visoke doze inhibitora acetilholiesteraze uzrokuju neželjene nuspojave, od kojih su najčešći grčevi u potkolenicama, „titranje“ mišića trupa, ekstremiteta i oko očiju, grčevi u trbuhu i proliv, pojačano znojenje i suzenje. Kod predoziranja može nastupiti holinergijska kriza koja ima simptome koji nalikuju miasteničkoj krizi. Danas se uglavnom u terapiji primenjuje piridostigmin bromid (Mestinon), zbog manjih nuspojava i dužeg delovanja, i vrlo retko neostigmin bromid (Prostigmin).
Bolesnici sa simptomima slabosti mišića ekstremiteta i trupa moraju imati periode odmaranja tokom dana, ne smeju preterano i nepotrebno zamarati mišiće, agresivna telesna vježba neće im pojačati snagu mišića. Isto tako, moraju izbegavati uzimanje gaziranih sokova, preparata koji sadrže magnezijum, sedative, antihistaminike, beta blokatore. Preporučuje se dijeta bogata belančevinama, vitamin E. Kod uzimanja kortikosteroida potrebno je ograničenje ugljenih hidrata u prehrani, uzimanje hrane bogate kalijumom (banane, paradajz).
Miastenija je bolest koju obeležava slabost i zamaranje mišića, čiji se simptomi tokom bolesnikovog života menjaju, zbog čega su potrebne redovne kontrole neurologa, posebno na početku bolesti, kada stanje bolesnika još uvek nije stabilno, te da se lekovima koji su danas na raspolaganju uspešno leči.

## Literatura
- Zhang, Zhenchang; Guo, Jia; Su, Gang; Li, Jiong; Wu, Hua; Xie, Xiaodong (17. 11. 2014). „Evaluation of the Quality of Guidelines for Myasthenia Gravis with the AGREE II Instrument”. PLoS ONE. 9 (11): e111796. Bibcode:2014PLoSO...9k1796Z. PMC 4234220 . PMID 25402504. doi:10.1371/journal.pone.0111796.
- „NCBI - Diagnostic”. www.ncbi.nlm.nih.gov. Приступљено 11. 07. 2015.

|  | Molimo Vas, obratite pažnju na važno upozorenje u vezi sa temama iz oblasti medicine (zdravlja). |